# Enrique Gualdoni Vigo
Enrique Gualdoni Vigo (n. Bulnes, 26 de abril de 1934 - Oberá, 8 de mayo de 2014) fue un abogado, periodista, escritor y profesor argentino considerado un referente de la vida social y cultural de la ciudad de Oberá, en la provincia de Misiones.

## Primeros años
Gualdoni Vigo nació el 26 de abril de 1934 en la ciudad de Bulnes, departamento de Río Cuarto, en la provincia de Córdoba. Realizó sus estudios primarios y secundarios en forma alternada entre las ciudades de Córdoba y Buenos Aires. Se graduó en Derecho en la Universidad Nacional del Litoral de la ciudad Santa Fe.

## Símbolo obereño

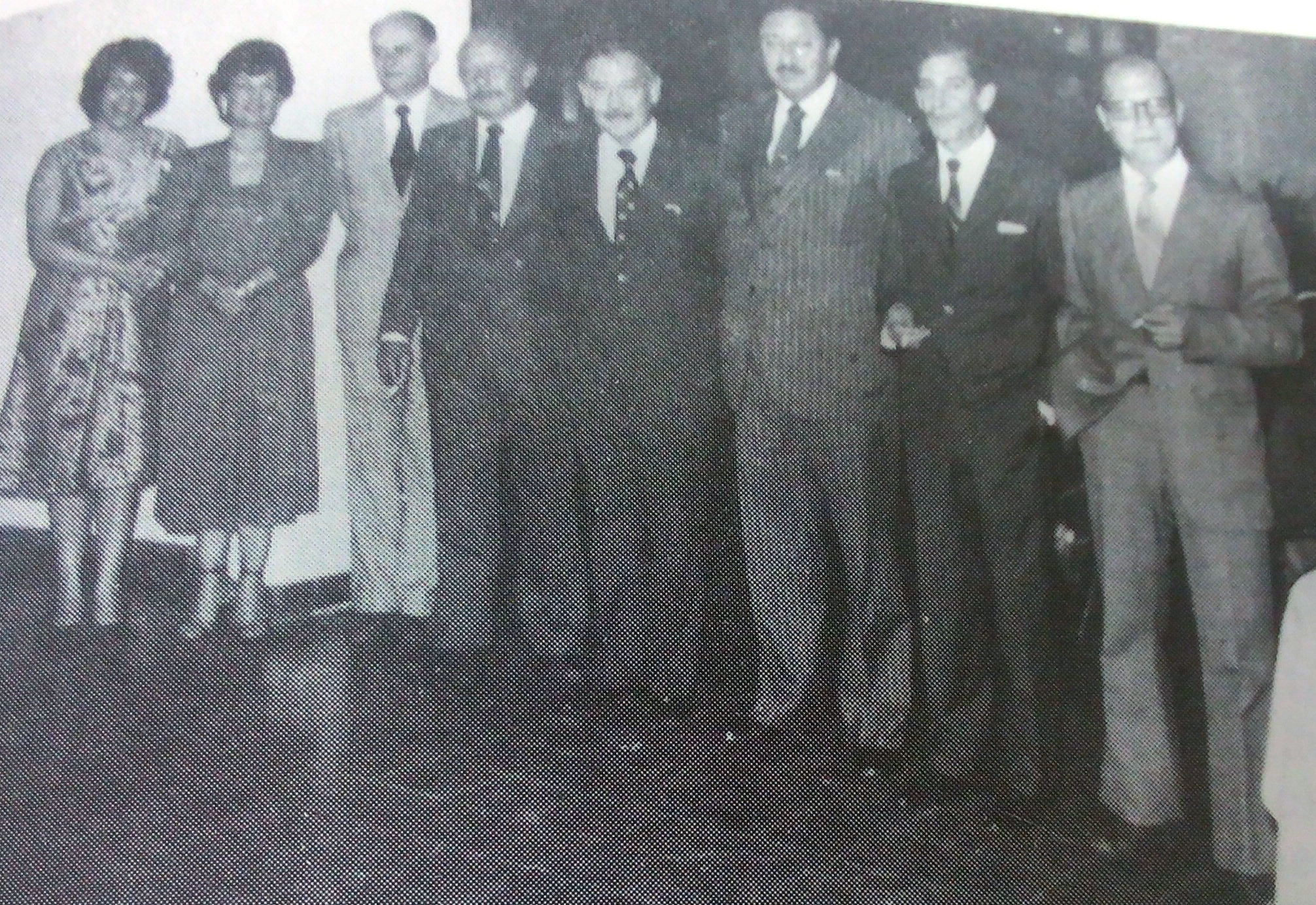
Gualdoni Vigo (primero desde la derecha) junto a otros abogados y escribanos en 1958.

Con 22 años, Gualdoni Vigo se mudó a la ciudad de Oberá, en la provincia de Misiones. Durante su vida participó en toda clase de eventos de carácter cultural, social y deportivos que lo fueron consolidando como un referente en la vida de los obereños. Desde 1956, ejerció la docencia en colegios secundarios y posteriormente ocupó el cargo de interventor en el Consejo General de Educación, fue subsecretario de Educación, Turismo, Bienestar Social y Salud Pública y ministro interino de Bienestar Social.
En 1958, junto a un grupo de abogados y escribanos fundó el foro de Oberá, dando nacimiento de esa manera a la justicia obereña. 
Es autor del "Canto al Inmigrante", pieza literaria que relata la vida y aventuras de los inmigrantes que llegaron a Argentina. Esta escritura derivó  en las palabras con las que Gualdoni Vigo inauguró la primera Fiesta Nacional del Inmigrante el 4 de septiembre de 1980.
En 1986, por pedido del ministro de educación Dr. Sábato Romano, proyectó el Plan Pedagógico Provincial de Misiones. En 1987, su libro "Reseña Histórica de Oberá" obtuvo una resolución para que fuera incluido como texto de lectura en todos los colegios y escuelas primarias de la ciudad. En 1988, condujo el Encuentro Zonal para Docentes, organizado por la Municipalidad de Oberá, donde participaron más de 700 educadores de las diferentes escuelas de la región.
Entre 1995 y 1996 dirigió el curso de perfeccionamiento docente "Los Derechos Humanos de los maestros y los alumnos", organizados por la Dirección de Derechos Humanos del Ministerio del Interior de la Nación con el apoyo del Consejo General de Educación de la Provincia de Misiones. Este curso otorgaba puntaje calificatorio oficial a los docentes participantes del mismo.
Gualdoni Vigo presentó diferentes libros en la Feria Provincial del Libro de Misiones. Además, participó en la diagramación del libro sobre la historia de Frederico Westphalen, ciudad brasileña del estado de Río Grande del Sur. Ha participado en asambleas, convenciones y reuniones como representante o delegado en la Asociación del Fútbol Argentino (AFA) y en el Consejo Federal de dicha institución, autoridad máxima en el fútbol del interior de la Argentina.

## Obras
Gualdoni Vigo publicó 17 libros de diversos temas, destacándose dos títulos: "Reseña Histórica de Oberá" (1987) y "Viento, Guadal y Polvo" (1990). El primero es un texto de lectura obligatoria en las escuelas locales y punto de referencia para conocer la historia de Oberá. El segundo es personal y cuenta sus vivencias en la ciudad de Bulnes y fue declarado símbolo del Departamento Río Cuarto en la provincia de Córdoba.
En el año 2004, Gualdoni Vigo presentó el libro "Golondrinas sin regreso" en la noche inaugural de la Fiesta Nacional del Inmigrante, que celebraba su edición Bodas de Plata en ese año. Esta obra fue declarada como libro oficial de la fiesta.

## Muerte
Gualdoni Vigo falleció el 8 de mayo de 2014, a sus 80 años, en la ciudad de Oberá. Sus restos fueron velados en los salones del servicio San Antonio. El 9 de julio de 2014, en conmemoración de los festejos por el 86° aniversario de la fundación de Oberá, se le realizó un homenaje póstumo a Gualdoni Vigo y se hizo entrega de un diploma al mérito a los familiares presentes en el lugar.